# Raoul Rodriguez
- Aunque su apellido es de origen español, fue registrado en su país de nacimiento sin el acento.

Raoul Pablo Rodriguez (Ann Arbor, 1 de febrero de 1963) es un deportista estadounidense que compitió en remo.
Participó en los Juegos Olímpicos de Seúl 1988, obteniendo una medalla de plata en la prueba de cuatro sin timonel. Ganó una medalla de plata en el Campeonato Mundial de Remo de 1989, en la misma prueba.

## Palmarés internacional
| Juegos Olímpicos   | Juegos Olímpicos     | Juegos Olímpicos | Juegos Olímpicos   |
| Año                | Lugar                | Medalla          | Prueba             |
| ------------------ | -------------------- | ---------------- | ------------------ |
| 1988               | Seúl (Corea del Sur) | Medalla de plata | Cuatro sin timonel |
| Campeonato Mundial |                      |                  |                    |
| Año                | Lugar                | Medalla          | Prueba             |
| 1989               | Bled (Yugoslavia)    | Medalla de plata | Cuatro sin timonel |